# Coupe du monde de luge 2017-2018
Navigation
Édition précédente Édition suivante
La coupe du monde de luge 2017-2018 est la 41e édition de la Coupe du monde de luge, compétition de luge organisée annuellement par la Fédération internationale de luge.
Elle se déroule entre le 18 novembre 2017 et le 28 janvier 2018 sur 9 étapes organisées en Europe et en Amérique du Nord.
Les vainqueurs du classement général hommes, femmes et doubles se voient remettre un gros Globe de cristal tandis que les vainqueurs des épreuves sprint se voient remettre un petit Globe de cristal. 

## Programme de la saison

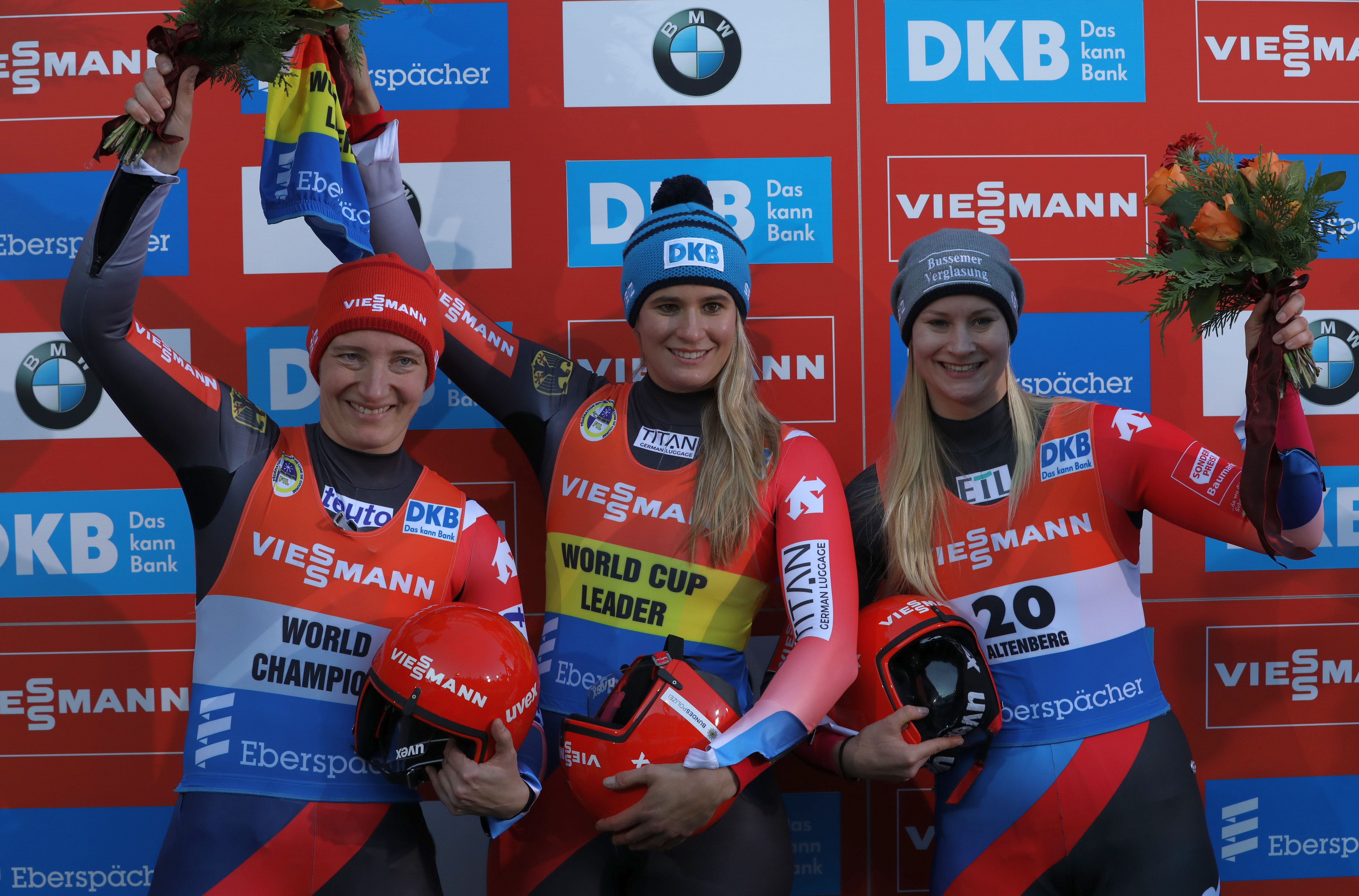
podium femmes au Altenberg - Hüfner, Geisenberger, Eitberger

| \| Altenberg Königssee Oberhof Sigulda Winterberg Lillehammer Igls \| Sites des compétitions en Europe. |
| Altenberg Königssee Oberhof Sigulda Winterberg Lillehammer Igls                                         |

| \| Lake Placid Calgary \| Sites des compétitions en Amérique du Nord. |
| Lake Placid Calgary                                                   |

## Attribution des points
Les manches de Coupe du monde donnent lieu à l'attribution de points, dont le total détermine le classement général de la Coupe du monde.

Ces points sont attribués selon cette répartition :
| Place  | 1   | 2  | 3  | 4  | 5  | 6  | 7  | 8  | 9  | 10 | 11 | 12 | 13 | 14 | 15 | 16 | 17 | 18 | 19 | 20 | 21 | 22 | 23 | 24 | 25 | 26 | 27 | 28 | 29 |
| ------ | --- | -- | -- | -- | -- | -- | -- | -- | -- | -- | -- | -- | -- | -- | -- | -- | -- | -- | -- | -- | -- | -- | -- | -- | -- | -- | -- | -- | -- |
| Points | 100 | 85 | 70 | 60 | 55 | 50 | 46 | 42 | 39 | 36 | 34 | 32 | 30 | 28 | 26 | 25 | 24 | 23 | 22 | 21 | 20 | 19 | 18 | 17 | 16 | 15 | 14 | 13 | 12 |

## Classements généraux
| Rang | Nom               | Points |
| ---- | ----------------- | ------ |
| 1    | Felix Loch        | 923    |
| 2    | Wolfgang Kindl    | 838    |
| 3    | Roman Repilov     | 774    |
| 4    | Semen Pavlichenko | 773    |
| 5    | Johannes Ludwig   | 655    |

| Rang | Noms                                | Points |
| ---- | ----------------------------------- | ------ |
| 1    | Toni Eggert / Sascha Benecken       | 1170   |
| 2    | Tobias Wendl / Tobias Arlt          | 911    |
| 3    | Peter Penz / Georg Fischler         | 836    |
| 4    | Andris Šics / Juris Šics            | 719    |
| 5    | Matthew Mortensen / Jayson Terdiman | 5388   |

| Rang | Nom                  | Points |
| ---- | -------------------- | ------ |
| 1    | Natalie Geisenberger | 1120   |
| 2    | Dajana Eitberger     | 754    |
| 3    | Summer Britcher      | 726    |
| 4    | Alex Gough           | 697    |
| 5    | Tatjana Hüfner       | 695    |

| Rang | Nation    | Points |
| ---- | --------- | ------ |
| 1    | Allemagne | 485    |
| 2    | Autriche  | 400    |
| 3    | Canada    | 381    |
| 4    | Lettonie  | 370    |
| 5    | Russie    | 367    |

## Calendrier et podiums
| 1. Igls (18 au 19 novembre 2017) |                                               |                                   |                                                |
| Épreuve                          | Vainqueur                                     | Deuxième                          | Troisième                                      |
| Hommes                           | Semen Pavlichenko                             | Wolfgang Kindl                    | Felix Loch                                     |
| Femmes                           | Natalie Geisenberger                          | Dajana Eitberger                  | Tatjana Hüfner                                 |
| Doubles                          | Toni Eggert / Sascha Benecken                 | Ludwig Rieder / Patrick Rastner   | Tobias Wendl / Tobias Arlt                     |
| Relais                           | Allemagne (Geisenberger-Loch-Eggert/Benecken) | Canada (Gough-Malyk-Walker/Snith) | Russie (Baturina-Pavlichenko-Denisyev/Antonov) |

| 2. Winterberg (25 au 26 novembre 2017) |                               |                               |                           |
| Épreuve                                | Vainqueur                     | Deuxième                      | Troisième                 |
| Hommes                                 | Kevin Fischnaller             | Felix Loch                    | Stepan Fedorov            |
| Femmes                                 | Natalie Geisenberger          | Tatjana Hüfner                | Summer Britcher           |
| Doubles                                | Toni Eggert / Sascha Benecken | Tobias Wendl / Tobias Arlt    | Robin Geueke / David Gamm |
| Sprint Hommes                          | Felix Loch                    | Semen Pavlichenko             | Nico Gleirscher           |
| Sprint Femmes                          | Emily Sweeney                 | Summer Britcher               | Natalie Geisenberger      |
| Sprint Doubles                         | Tobias Wendl / Tobias Arlt    | Toni Eggert / Sascha Benecken | Robin Geueke / David Gamm |

| 3. Altenberg (2 au 3 décembre 2017) |                                               |                                           |                                            |
| Épreuve                             | Vainqueur                                     | Deuxième                                  | Troisième                                  |
| Hommes                              | Felix Loch                                    | Roman Repilov                             | Andi Langenhan                             |
| Femmes                              | Natalie Geisenberger                          | Tatjana Hüfner                            | Dajana Eitberger                           |
| Doubles                             | Toni Eggert / Sascha Benecken                 | Peter Penz / Georg Fischler               | Robin Geueke / David Gamm                  |
| Relais                              | Allemagne (Geisenberger-Loch-Eggert/Benecken) | Autriche (Kastlunger-Kindl-Penz/Fischler) | Italie (Robatscher-Rieder-Nagler/Malleier) |

| 4. Calgary (8 au 9 décembre 2017) |                                         |                                   |                                           |
| Épreuve                           | Vainqueur                               | Deuxième                          | Troisième                                 |
| Hommes                            | Felix Loch                              | Samuel Edney                      | Roman Repilov                             |
| Femmes                            | Tatjana Hüfner                          | Alex Gough                        | Natalie Geisenberger                      |
| Doubles                           | Toni Eggert / Sascha Benecken           | Peter Penz / Georg Fischler       | Tobias Wendl / Tobias Arlt                |
| Relais                            | Allemagne (Hüfner-Loch-Eggert/Benecken) | Canada (Gough-Edney-Walker/Snith) | Autriche (Kastlunger-Kindl-Penz/Fischler) |

| 5. Lake Placid (15 au 16 décembre 2017) |                               |                             |                               |
| Épreuve                                 | Vainqueur                     | Deuxième                    | Troisième                     |
| Hommes                                  | Roman Repilov                 | Semen Pavlichenko           | Tucker West                   |
| Femmes                                  | Natalie Geisenberger          | Alex Gough                  | Kimberley McRae               |
| Doubles                                 | Toni Eggert / Sascha Benecken | Peter Penz / Georg Fischler | Tristan Walker / Justin Snith |
| Sprint Hommes                           | Wolfgang Kindl                | Johannes Ludwig             | Taylor Cloy Morris            |
| Sprint Femmes                           | Dajana Eitberger              | Alex Gough                  | Natalie Geisenberger          |
| Sprint Doubles                          | Toni Eggert / Sascha Benecken | Peter Penz / Georg Fischler | Andris Šics / Juris Šics      |

| 6. Königssee (6 au 7 janvier 2018) |                                             |                                               |                                        |
| Épreuve                            | Vainqueur                                   | Deuxième                                      | Troisième                              |
| Hommes                             | Wolfgang Kindl                              | Armin Frauscher                               | Johannes Ludwig                        |
| Femmes                             | Natalie Geisenberger                        | Dajana Eitberger                              | Jessica Tiebel                         |
| Doubles                            | Tobias Wendl / Tobias Arlt                  | Toni Eggert / Sascha Benecken                 | Robin Geueke / David Gamm              |
| Relais                             | Italie (Vötter-Fischnaller-Nagler/Malleier) | États-Unis (Britcher-West-Mortensen/Terdiman) | Autriche (Platzer-Kindl-Penz/Fischler) |

| 7. Oberhof (13 au 14 janvier 2018) |                                            |                                      |                                      |
| Épreuve                            | Vainqueur                                  | Deuxième                             | Troisième                            |
| Hommes                             | Felix Loch                                 | Semen Pavlichenko                    | Andi Langenhan                       |
| Femmes                             | Dajana Eitberger                           | Natalie Geisenberger                 | Tatjana Hüfner                       |
| Doubles                            | Toni Eggert / Sascha Benecken              | Tobias Wendl / Tobias Arlt           | Peter Penz / Georg Fischler          |
| Relais                             | Allemagne (Eitberger-Loch-Eggert/Benecken) | Lettonie (Cauce-Dārznieks-Šics/Šics) | Autriche (Prock-Egger-Penz/Fischler) |

| 8. Lillehammer (20 au 21 janvier 2018) |                               |                             |                                  |
| Épreuve                                | Vainqueur                     | Deuxième                    | Troisième                        |
| Hommes                                 | Kevin Fischnaller             | Roman Repilov               | Wolfgang Kindl                   |
| Femmes                                 | Summer Britcher               | Natalie Geisenberger        | Julia Taubitz                    |
| Doubles                                | Toni Eggert / Sascha Benecken | Peter Penz / Georg Fischler | Tobias Wendl / Tobias Arlt       |
| Sprint Hommes                          | Semen Pavlichenko             | Wolfgang Kindl              | Kevin Fischnaller                |
| Sprint Femmes                          | Summer Britcher               | Viktoriia Demchenko         | Natalie Geisenberger             |
| Sprint Doubles                         | Peter Penz / Georg Fischler   | Tobias Wendl / Tobias Arlt  | Matt Mortensen / Jayson Terdiman |

| 9. Sigulda (27 au 28 janvier 2018) |                                                       |                                               |                                          |
| Épreuve                            | Vainqueur                                             | Deuxième                                      | Troisième                                |
| Hommes                             | Semen Pavlichenko                                     | Felix Loch                                    | Roman Repilov                            |
| Femmes                             | Tatiana Ivanova                                       | Natalie Geisenberger                          | Sandra Robatscher                        |
| Doubles                            | Toni Eggert / Sascha Benecken                         | Andris Šics / Juris Šics                      | Tobias Wendl / Tobias Arlt               |
| Sprint Hommes                      | Roman Repilov                                         | Jozef Ninis                                   | Felix Loch                               |
| Sprint Femmes                      | Tatiana Ivanova                                       | Natalie Geisenberger                          | Kendija Aparjode                         |
| Sprint Doubles                     | Toni Eggert / Sascha Benecken                         | Andris Šics / Juris Šics                      | Oskars Gudramovics / Peteris Kalnins     |
| Relais                             | Russie (Tatiana Ivanova-Pavlichenko-Denisyev/Antonov) | Allemagne (Geisenberger-Loch-Eggert/Benecken) | Lettonie (Aparjode-Kivlenieks-Šics/Šics) |